# Aglet

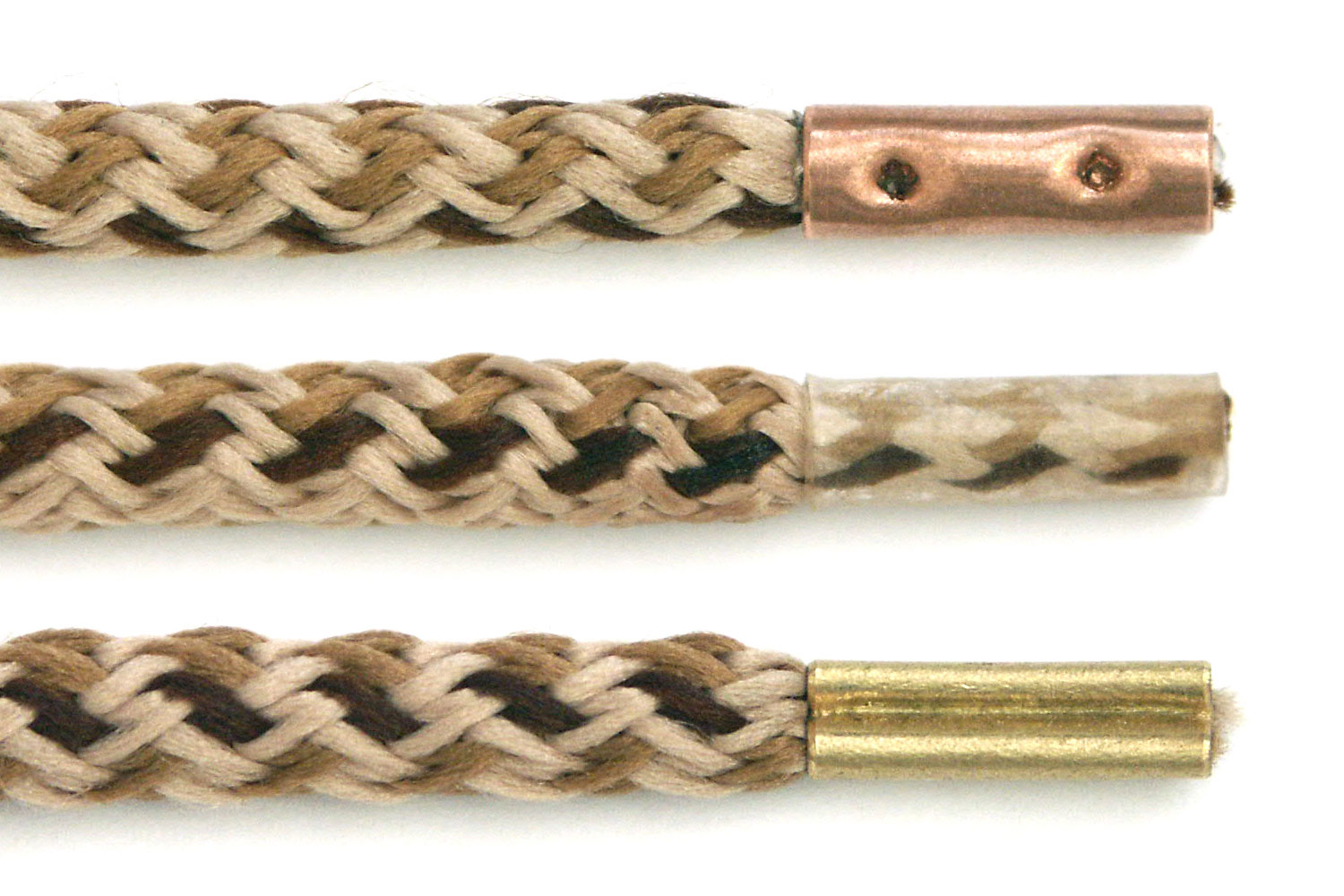
Aglet bằng đồng, nhựa và đồng thau

Aglet hay aiglet là một miếng kim loại hay nhựa bịt đầu dây giày, dây nhỏ hay dải rút. Một aglet giữ cho các sợi ren hay dây cố định, cộng với độ cứng là cho cả hai dễ dàng giữ dễ loạt qua lỗ xâu, quai v.v.
Từ "aglet" (hay "aiglet") bắt nguồn từ Tiếng Pháp cổ "aguillette" (hay "aiguillette"), là sự giả nhẹ của "aguille" (hay "aiguilee"), có nghĩa là "cây kim". Đến lượt nó bắt nguồn từ từ "acus", một từ gốc Latin cho cây kim. Một Aglet giống như một mũi kim "nhỏ" ở cuối một sợi dây.
Có một sự phân biệt tinh tế giữa aglet, thường theo chức năng, và dây tua, thường là trang trí.

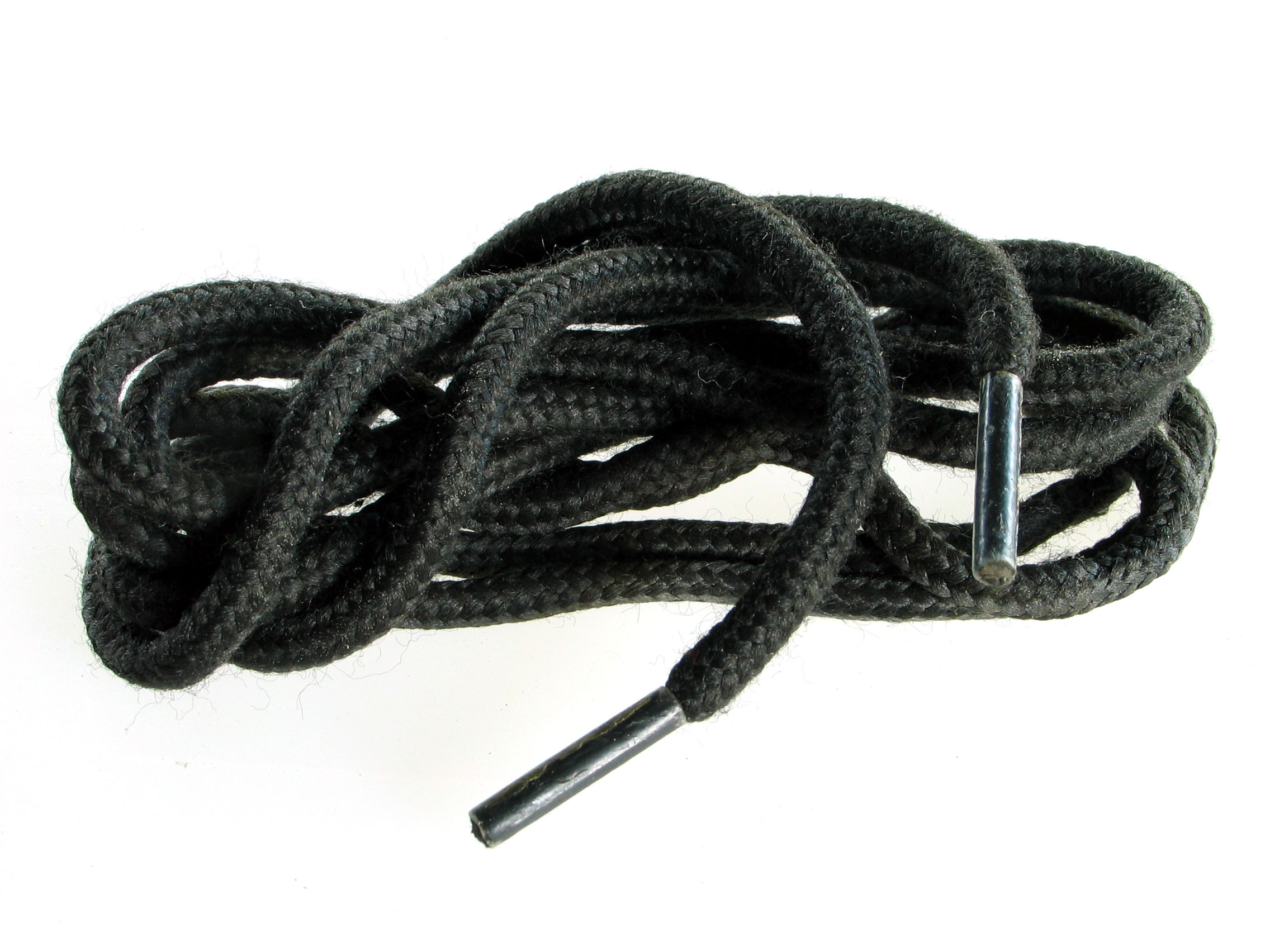
Aglet

Aglet ngày nay thường làm bằng nhựa, nhưng trong quá khứ, nó được làm bằng kim loại, thủy tinh, hay đá. Nhiều khi nó rất cao cấp, được làm bằng kim loại quý như bạc. Trước khi phát minh ra nút, chúng đã được dùng trên đầu các dãi ruy băng để thắt chặt quần áo với nhau. Đôi khi chúng cũng có dạng nhỏ. Shakespeare gọi hình dáng đó là "aglet bé con" trong The Taming of the Shrew.
Trong thời gian xảy ra Đại suy thoái aglet được làm bằng giấy hay hồ.
Với aglet làm tại gia, aglet được làm bằng băng dính, sáp thực vật, nhựa, hồ, chỉ tơ hay ống kim loại, hay đơn giản bằng nút thắt hoặc tháo ra ở phần cuối sợi dây.

## Trong phim

### Phineas và Ferb
Loạt phim hoạt hình Phineas và Ferb đã dành cả một tập phim và một bài hát ("Tip of the Day") để nói đến Aglet .